# Righi (Genova)
Il Righi è un quartiere collinare di Genova, compreso nell'ex circoscrizione di Castelletto, nel Municipio I Centro Est.

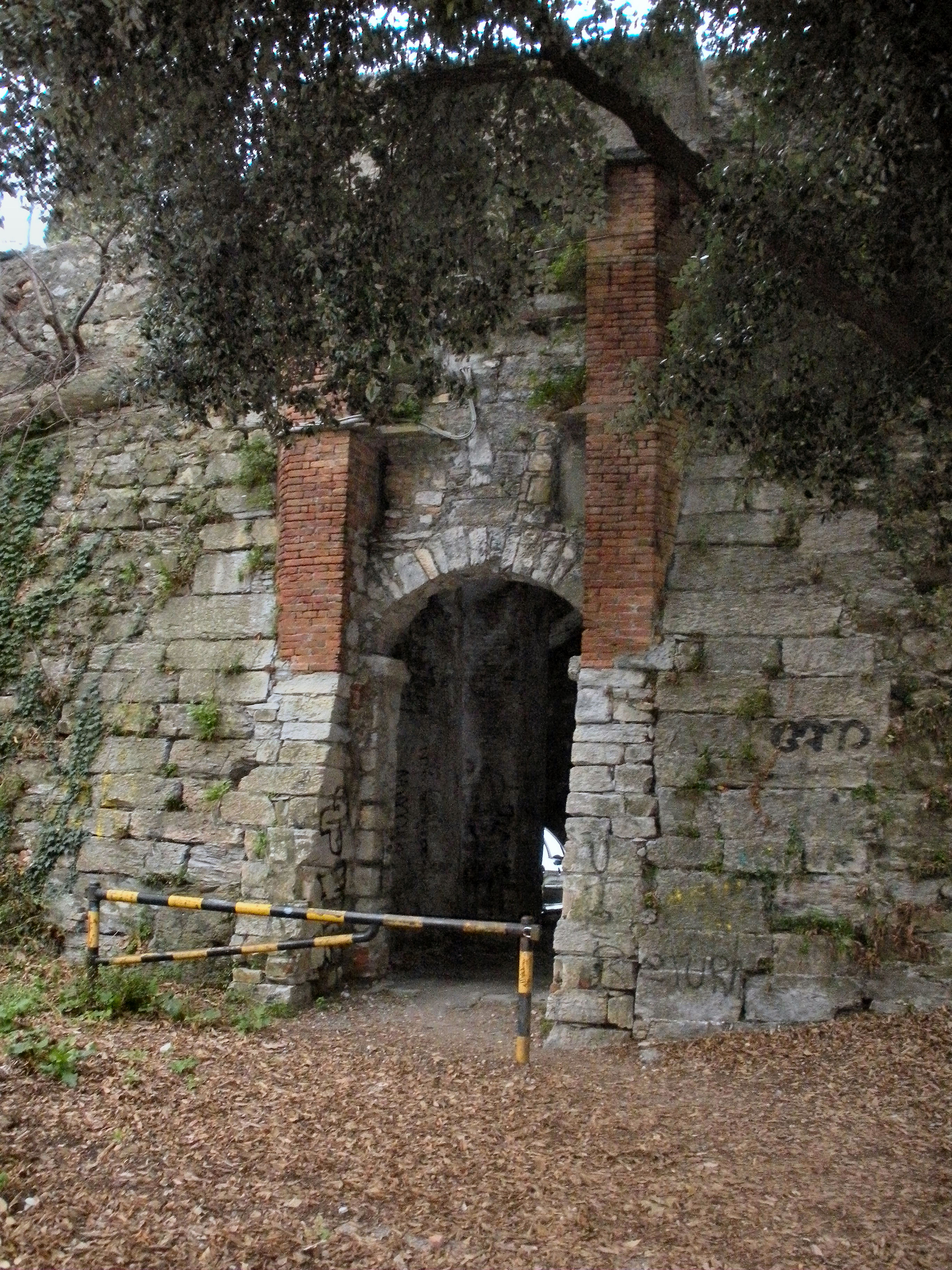
La porta Chiappe

Il Righi si trova a 302 m s.l.m. sul crinale che divide la vallata del Lagaccio dalla Val Bisagno, sul quale corre la cortina delle seicentesche Mura Nuove costruite intorno al 1632. Situato nei pressi della Porta Chiappe (o di S. Simone, dal nome di un'antica cappella oggi scomparsa), un portello aperto nelle mura seicentesche in corrispondenza dell'antica "via del sale", è una tradizionale meta di genovesi e turisti, soprattutto per gli ampi panorami che offre sulla città, sul porto, la Val Bisagno e le riviere. 

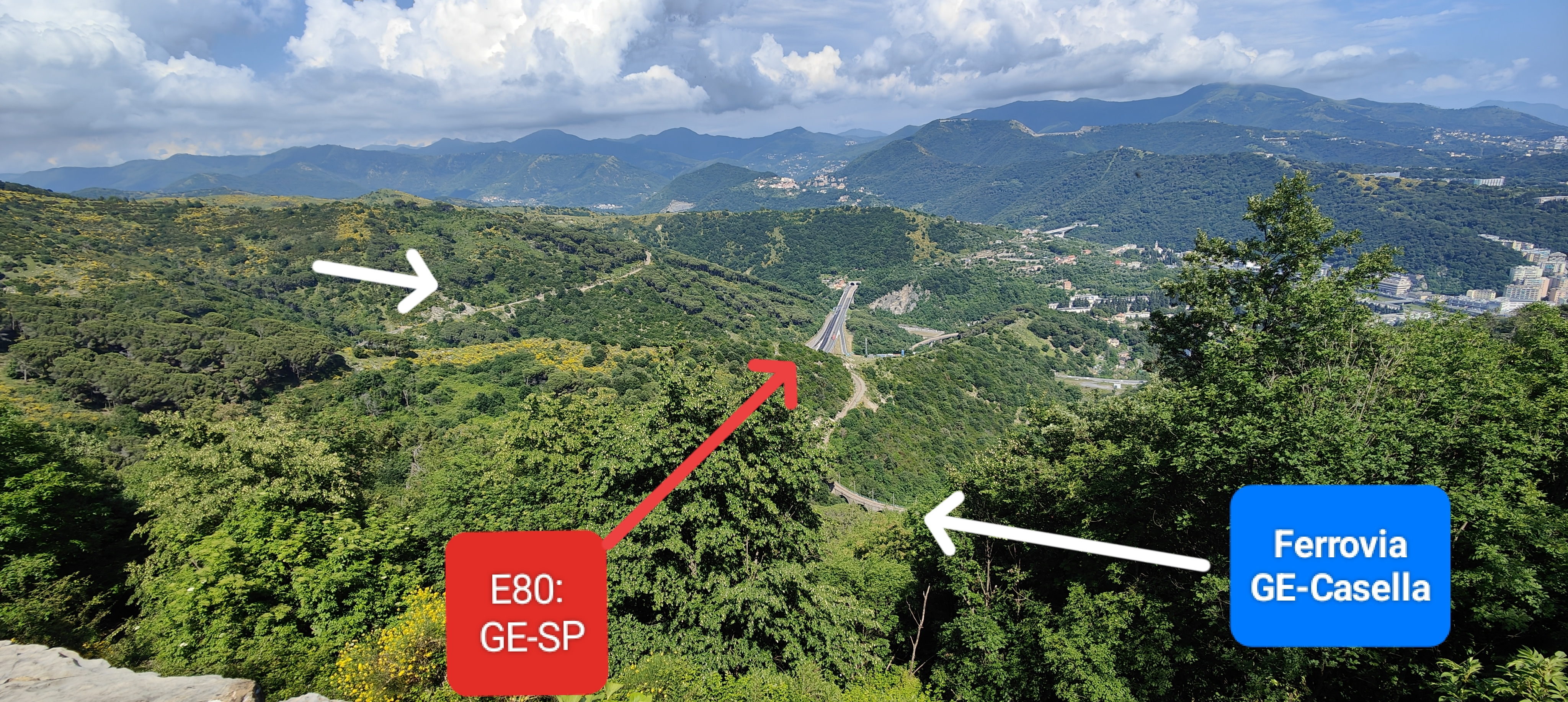
Le vallate verso l'interno, visibile il tracciato della Genova-Casella e il viadotto dell'Autostrada Genova-La Spezia

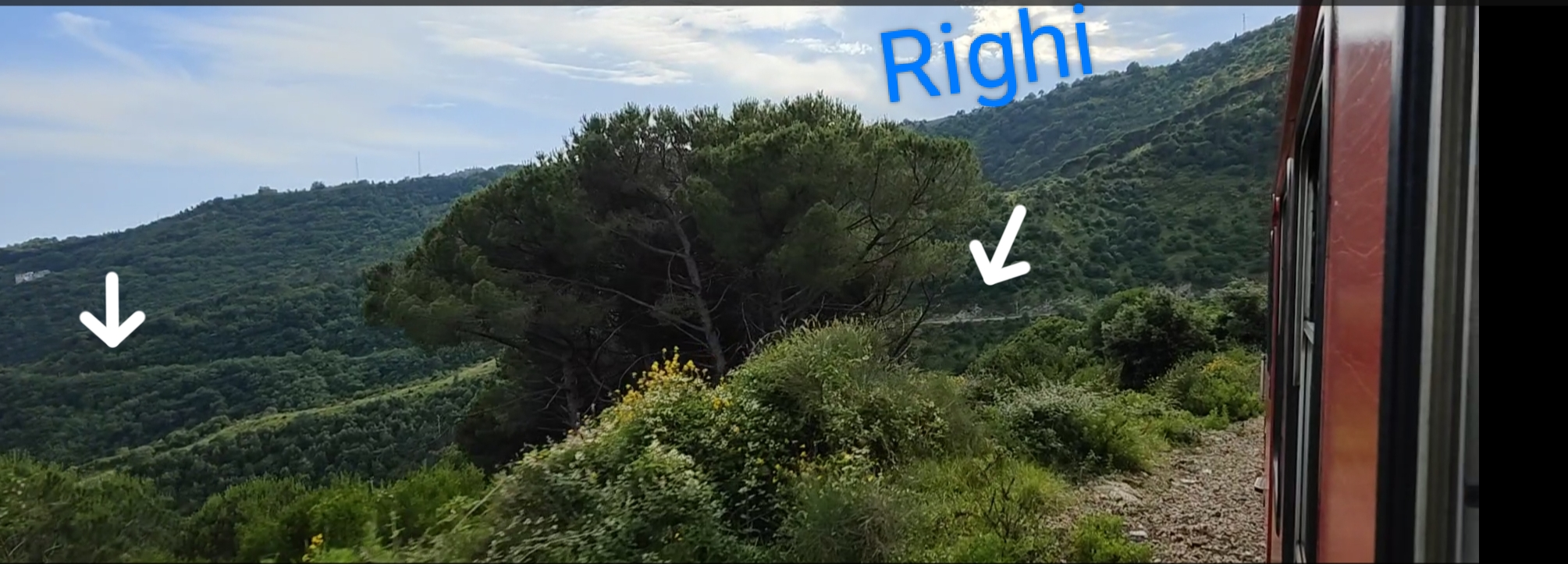
Panorama dal treno della FGC, le frecce indicano il tracciato che collega con Genova p.zza Manin ed in alto l'altura del Righi

Un ottimo punto di osservazione sono le terrazze sopra la stazione della funicolare.

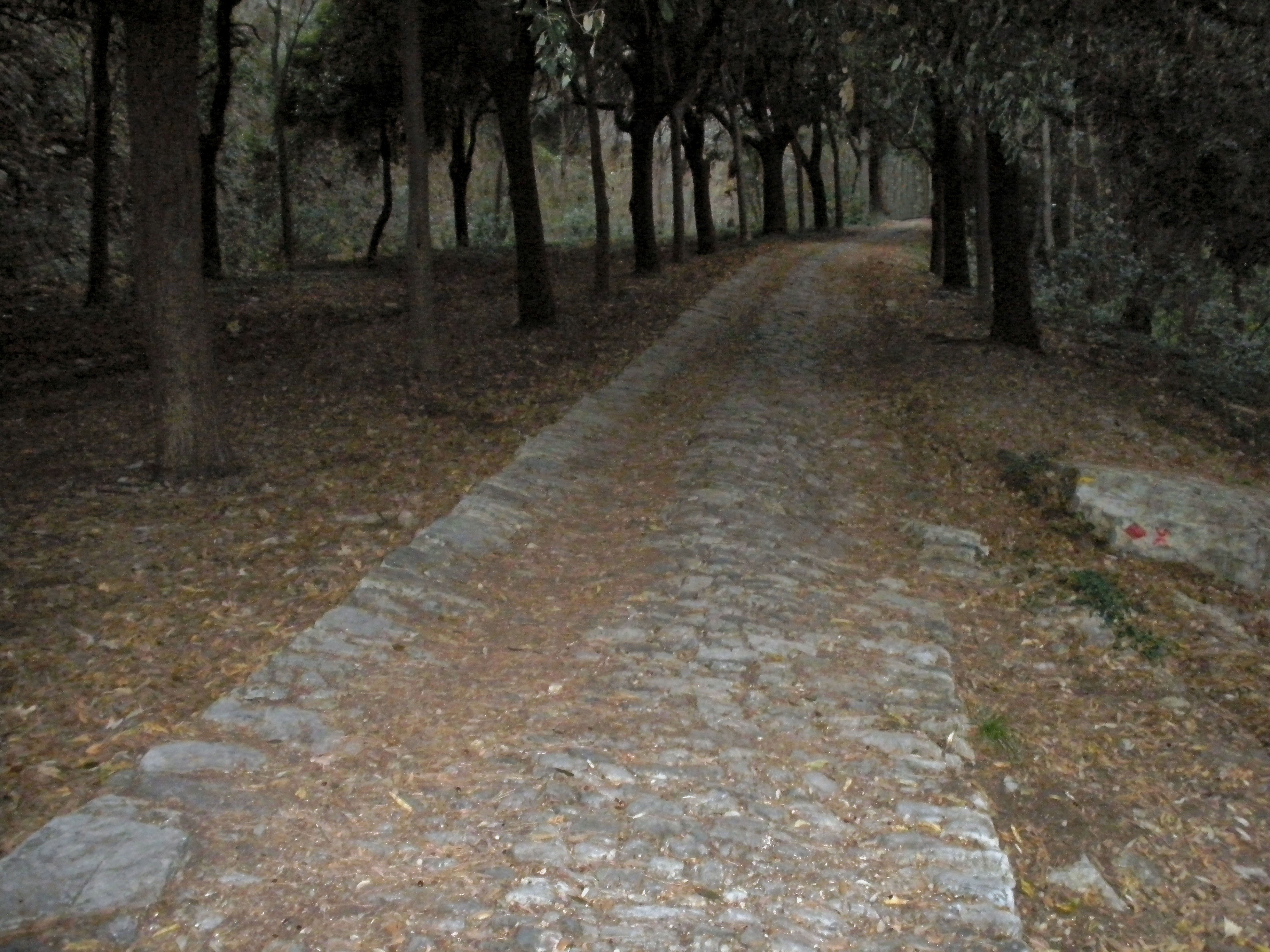
L'antica strada in uscita da Porta Chiappe

Vi si trovano diversi ristoranti, un osservatorio astronomico e il seminario di Genova. La località, un tempo chiamata Chiappe, Porta Chiappe o Castellaccio, dai primi decenni del Novecento è comunemente chiamata Righi, nome attribuito dall'imprenditore svizzero Franz Josef Bucher, promotore della costruzione della funicolare, che aveva mutuato il nome dalla celebre montagna svizzera, in vetta alla quale salgono due storiche funicolari.

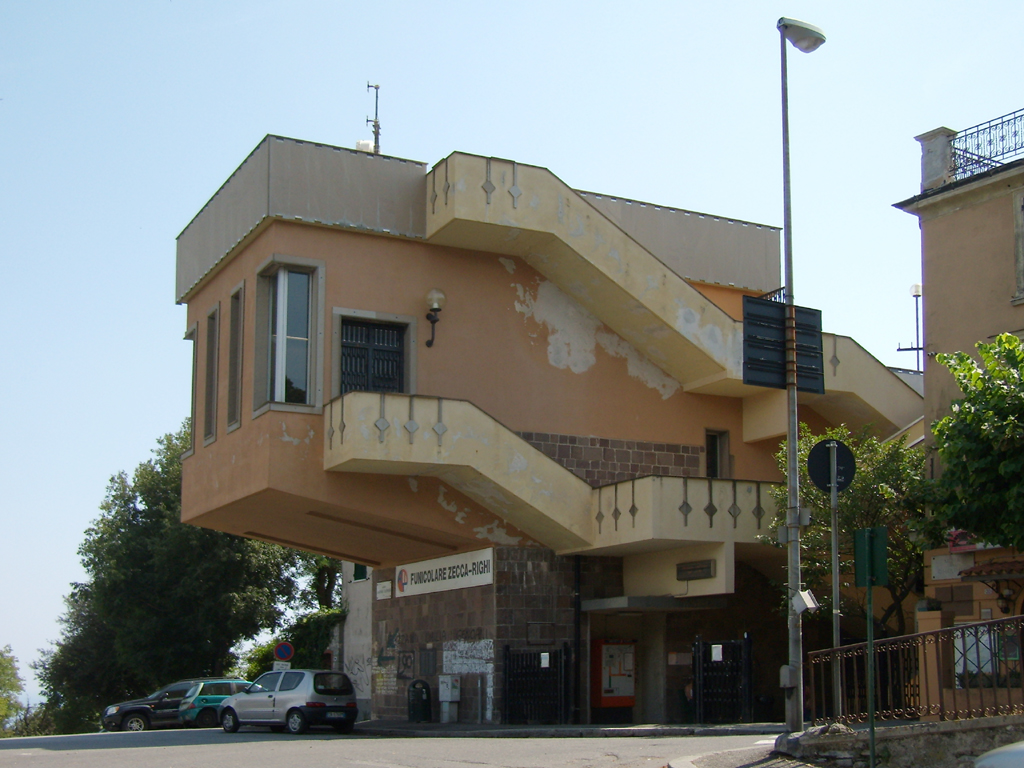
La stazione di arrivo della funicolare

Il Righi può essere raggiunto anche in automobile, percorrendo da piazza Manin la strada costruita lungo il camminamento delle mura, oppure da varie strade che risalgono la collina dalla "circonvallazione a monte" o dal vicino quartiere di Oregina, ma il mezzo più caratteristico è la storica funicolare in partenza dal largo della Zecca, in funzione dal 1895 e completata nel 1897, ricordata da una poesia di Giorgio Caproni dal titolo "Stanze della funicolare".  Al poeta livornese è intitolato lo slargo davanti alla stazione di arrivo della funicolare.
Poco più a monte si trova il complesso del Castellaccio, comprendente il Forte Castellaccio e l'ottocentesca Torre Specola, che fa parte delle fortificazioni del sistema di difesa cittadino. Presso il forte si trovano anche un percorso ginnico che si sviluppa sull'area del parco del Peralto e un campo di allenamento per il tiro con l'arco.

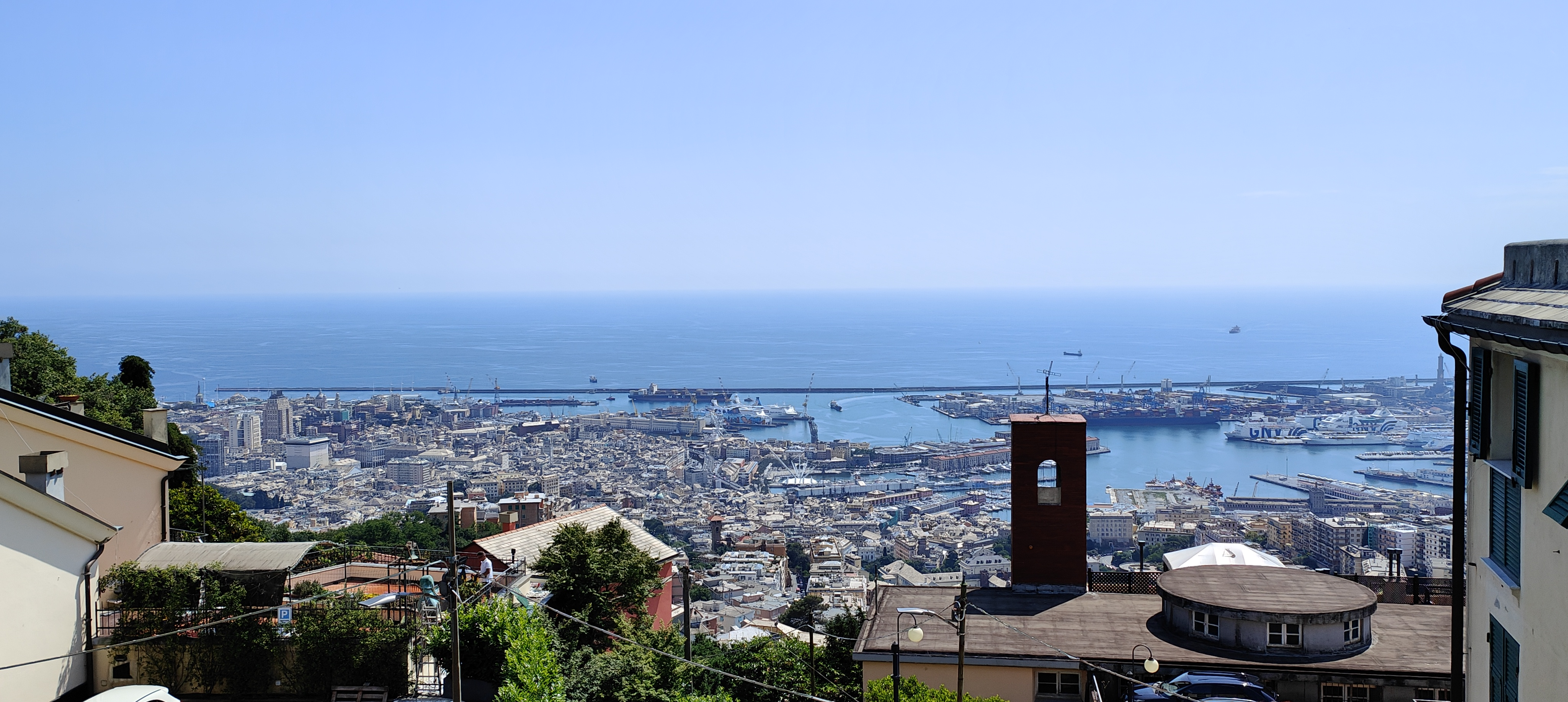
Vista panoramica del porto

Nella popolare canzone Ma se ghe penso, il Righi è uno dei luoghi di Genova rievocati con nostalgia da un genovese emigrato in Sudamerica (... riveddo o Righi, e me s'astrenze o chêu.).

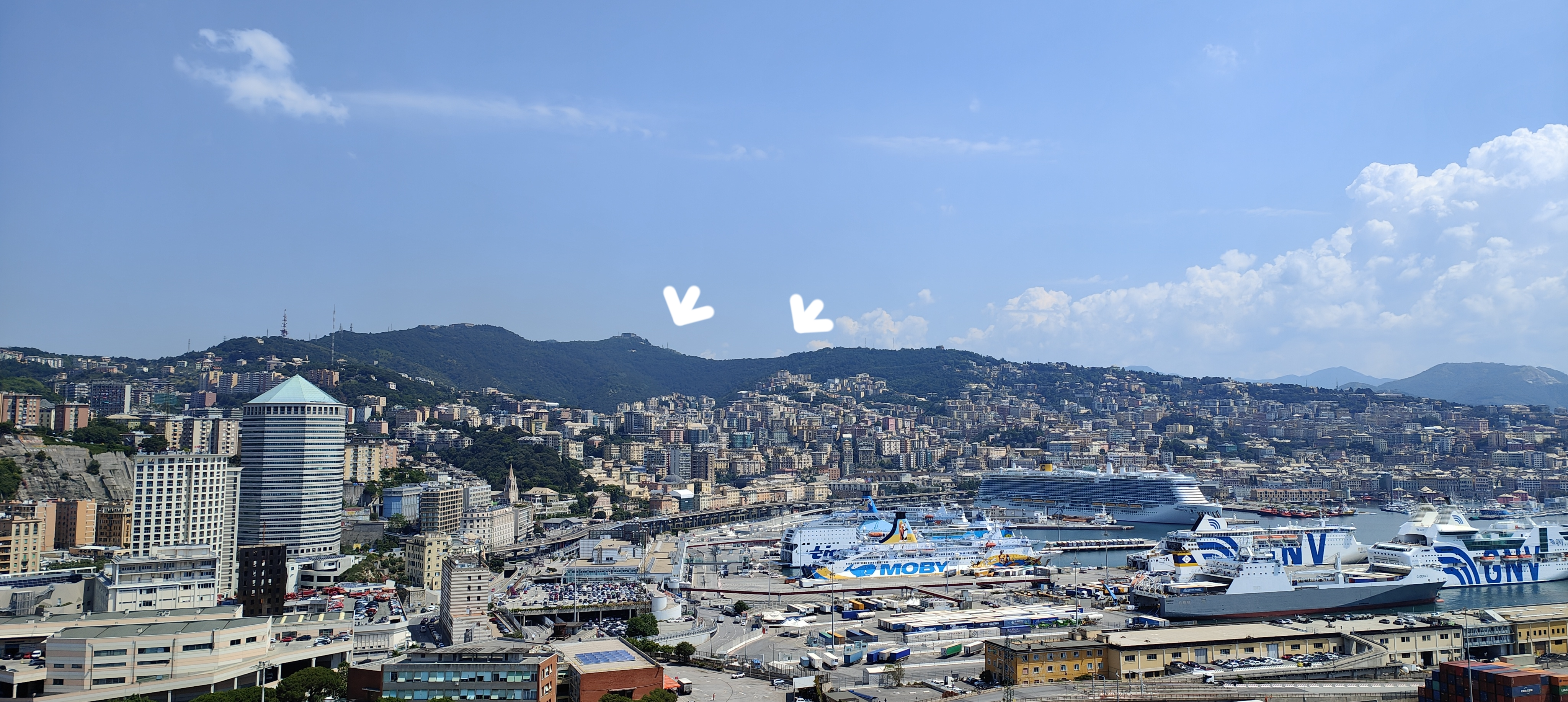
Il Righi (frecce) visto dalla Lanterna. A Sx il Matitone

## Fortificazioni storiche

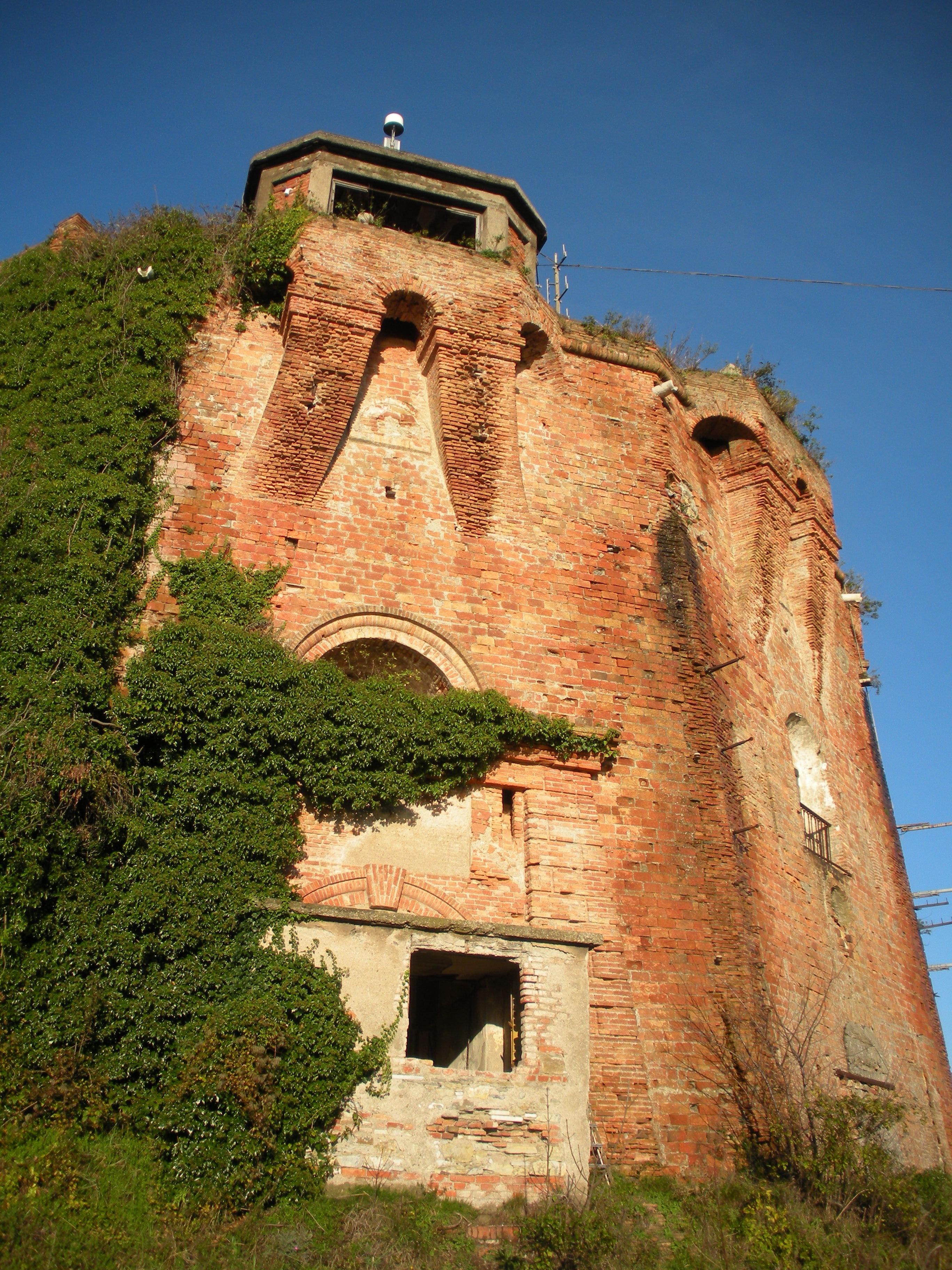
Facciata della torre Specola

Costruite attorno al 1632, dopo l'attacco di Carlo Emanuele I di Savoia alla Repubblica di Genova (1625), esse passano per il crinale, dove sin dall'epoca medioevale era già una bastia probabilmente con palizzate in legno, detta Castellaccio, poi trasformata nei secoli successivi in una struttura in muratura, ulteriormente ampliata nel XIX secolo.
Poco a sud del Castellaccio era il cosiddetto "Pian delle Forche", dove i condannati a morte venivano impiccati e appesi in questo punto ben visibile da tutta la città. Qui il colonnello Giulio De Andreis, autore di vari progetti relativi alle fortificazioni genovesi nei primi anni del Regno Sardo, realizzò, tra il 1817 e il 1820, la torre della Specola, in mattoni rossi a vista, inglobata nella cortina muraria del vicino forte. Tuttora ben conservato, il grosso torrione è ben visibile da molti punti della città.
Dal piazzale della torre della Specola, sino a poco prima della seconda guerra mondiale, un colpo di cannone segnava l'ora di mezzogiorno.